# The Best Platinum Collection (Prozac+)
The Best Platinum Collection è una raccolta del gruppo Prozac+, contiene 22 canzoni ed è stato pubblicato su CD il 9 marzo del 2007.

## Tracce
1. Diversi – 2:57
2. Pastiglie – 3:06
3. Gone Daddy Gone – 2:45 – Cover dei Violent Femmes
4. Acida – 2:37
5. Colla – 3:03
6. Fenomeno – 2:49
7. GM – 2:41
8. Prato – 3:11
9. Ho raccontato che – 2:57
10. Piove – 2:55
11. Betty tossica – 3:15
12. Angelo – 3:32
13. Superdotato – 2:50
14. Boys Don't Cry – 2:25 – Cover dei The Cure
15. Criminale – 3:15
16. Un minuto per sempre – 3:14
17. Il mondo di Piera – 3:09
18. Agente speciale – 3:53
19. Tainted Love – 2:52 – Cover di Ed Cobb
20. Luca – 3:50
21. Sono un'immondizia – 3:12
22. Gioia nera – 3:42